# Schönreuth (Kemnath)
Schönreuth ist ein Kirchdorf und Gemeindeteil der Stadt Kemnath im oberpfälzischen Landkreis Tirschenreuth. Das Dorf liegt an der Bundesstraße 22 etwa mittig zwischen Bayreuth und Weiden i.d.OPf. und gehört zur Verwaltungsgemeinschaft Kemnath. 

## Geographie
Schönreuth befindet sich etwa drei Kilometer nordwestlich der Stadt Kemnath auf einer leichten Anhöhe in rund 480 bis 510 m ü. NHN. Durch Schönreuth führt die Bundesstraße 22.
Nordwestlich erhebt sich unmittelbarer Nähe der Anzenberg, eine etwa 593 m hohe tertiäre Basaltkuppe zwischen Kemnath und Schönreuth.
Durch Schönreuth fließt der Kühbach mit angrenzenden Fischweihern, u. a. dem Oberen Schneidmühlweiher und dem Pfaffenweiher.
Der Ort liegt am Rand des Naturparks Steinwald in einer überwiegend landwirtschaftlich genutzten Umgebung. Naturräumlich gehört Schönreuth zum Südwestteil des Oberpfälzischen Hügellandes, am Übergang zum Fichtelgebirge.
Mehrere Trinkwasserquellen in Schönreuth tragen zur Wasserversorgung der Gemeinde Kemnath bei. Das Quellschutzgebiet Schönreuth mit der unteren und oberen Kestelquelle, der Kühbachquelle I und II sowie der Krummelohequelle umfasst 484 ha.

## Verkehr
Die Bundesstraße 22 ist die wichtigste Verkehrsverbindung und verläuft direkt durch das Dorf. Sie verbindet es in westlicher Richtung mit Kemnath, Speichersdorf und Bayreuth und östlich mit Waldeck, Erbendorf und Weiden i.d.OPf.
Parallel zur B22 führt ein Radweg entlang, der Teil des Karpfen-Radwegs Kemnather Land ist.
Zusätzlich führt die Kreisstraße TIR 28 (St 2177) nördlich von Zinst über Altensteinreuth und Neusteinreuth nach Schönreuth und südlich weiter nach Köglitz und Atzmannsberg sowie zur B299. Über die B22 ist die A9 und über die TIR 28 ist die A93 zu erreichen.
Im Jahr 2025 wurde die Ortsdurchfahrt ausgebaut und verbreitert. Immerhin teilweise konnte ein straßenbegleitender Gehweg mit barrierefreier Querungshilfe am Dorfgemeinschaftshaus realisiert werden.
Der öffentliche Nahverkehr ist spärlich ausgebaut. In Schönreuth gibt es eine Bushaltestelle an der B22 mit Verbindungen Richtung Kemnath und Reuth (b. Erbendorf). Zusätzlich gibt es einen Rufbus. Die nächsten Bahnhöfe sind Kemnath-Neustadt, Reuth (b. Erbendorf), und Kirchenlaibach/Speichersdorf.
Schönreuth führt keine Straßennamen; als Straßenname wird der Dorfname Schönreuth benutzt. Auch die Hausnummervergabe ist ungewöhnlich. Die Hausnummern 1 bis mittlerweile 50 wurden nicht örtlich aufsteigend, sondern chronologisch nach Zeitpunkt des Hausbaus vergeben. Um Ortsfremden eine gewisse Orientierung zu ermöglichen, wurden an verschiedenen Stellen im Dorf Wegweiser zu den jeweiligen Hausnummern aufgestellt.

## Infrastruktur und Vereine
Öffentliche Einrichtungen wie Geschäfte, medizinische Versorgung oder Schulen gibt es im Dorf nicht; die Versorgung erfolgt über Kemnath und andere umliegende Orte. In Schönreuth befindet sich noch eine Gaststätte mit einigen Gästezimmern.
Schönreuth verfügt über ein reges Vereinsleben, das zumeist mit dem Nachbardorf Neusteinreuth verknüpft ist:
- Dorfgemeinschaft Schönreuth/Neusteinreuth e.V.: 2017 gründete sich der Verein „Dorfgemeinschaft Schönreuth/Neusteinreuth“ mit dem Ziel, einen gemeinsamen Treffpunkt zu schaffen. Nach 7000 Stunden Eigenleistung der Vereinsmitglieder konnte 2021 ein Dorfgemeinschaftshaus offiziell eingeweiht werden.[9] Es ist am nordöstlichen Ortsrand in Richtung Neusteinreuth gelegen. Das Haus bietet Versammlungsraum für Dorffeste und Schulungen, und durch das integrierte Feuerwehrgerätehaus dient es auch als Ausrückbasis der Freiwilligen Feuerwehr Schönreuth-Neusteinreuth.[10]
- Freiwillige Feuerwehr Schönreuth-Neusteinreuth: Lokaler Feuerwehrzug im Zuständigkeitsbereich Kemnath. Die Feuerwehr ist aktiver Bestandteil der Dorfgemeinschaft.[11]
- Schnupfer Club Schönreuth: Brauchtumverein, dessen Mitglieder traditionellen Tabak oder „Schnupftabak“ konsumieren.[12]
- Krieger- und Soldatenkameradschaft Schönreuth: Ehemalige Kriegsveteranenvereinigung zur Pflege des Gedenkens an die Gefallenen der Weltkriege.[12]
- Motorradclub Schönreuth e. V.: Der Club trägt den Dorfnamen, weil er 1977 im Gasthaus „Bauer“ in Schönreuth gegründet wurde. Er zählt heute ca. 50 Mitglieder. Das Clubgelände befindet sich in Rothenhof bei Zinst/Kulmain.[13]

## Geschichte
Die Endung -reuth im Ortsnamen weist auf eine Rodungssiedlung hin, die vermutlich im Hochmittelalter entstand. Rodungssiedlungen dieser Art entstanden insbesondere im 12. bis 14. Jahrhundert, häufig im Zuge der Ostkolonisation.
Die erste urkundliche Erwähnung von Schönreuth ist nicht genau bekannt. Im Mittelalter gehörte die Gegend zum Landgebiet der Grafen von Leuchtenberg. Im „Lehenbuch“ der Leuchtenberger wird vor 1400 ein Nykel Eyse von Waldeck mit Anteilen in Schönreuth genannt und 1396 erstmals der Ritter Ulrich Bärnklau als Lehensinhaber. Bis ins 16. Jahrhundert blieb Schönreuth im Besitz der bayerischen Uradelsfamilie Bärnklau; danach gelangten die Höfe durch Erb- und Kaufverträge an andere Adelsgeschlechter (u. a. Löneiß, Müller, Zedwitz, Fischbach, Mosern, schließlich 1790 an die Freiherren von Cammerloh).
Bis 1819 gab es in Schönreuth zwei Herrensitze: das erhaltene Unterschloss Schönreuth (heute als „Schloss Unterschönreuth“ bezeichnet) und das obere Schloss (Oberschönreuth). Letzteres, an der Stelle der heutigen Häuser Schönreuth 6 und 7, wurde 1694 durch Feuer zerstört, als Ökonomiehof wieder aufgebaut und dann beim Dorfbrand am 2. August 1819 endgültig ein Raub der Flammen. Bei diesem Blitzfeuer wurden das obere Schloss, die Filialkapelle und mehrere Häuser verbrannt. Nach diesem Großbrand wurde das Oberschloss nicht wiederhergestellt. Die heutige Filialkirche St. Sebastian (Schönreuth 24) wurde 1842–44 neu errichtet; sie steht auf den Fundamenten einer älteren Schlosskapelle.
Bis zur bayerischen Gebietsreform 1972 bildete Schönreuth mit Neusteinreuth und Anzenberg eine selbstständige Gemeinde. Am 1. Januar 1972 wurden diese Orte nach Kemnath eingemeindet. Die politische Zugehörigkeit wandelte sich im 19. Jahrhundert durch die Verwaltungsreformen: Schönreuth gehörte zunächst zum Landgericht Kemnath (später Bezirksamt bzw. Landkreis Kemnath) und danach zum Landkreis Tirschenreuth. Heute ist Schönreuth Ortsteil der Stadt Kemnath.

## Einwohnerentwicklung
Im Jahr 2003 hatte Schönreuth 179 Einwohner und Einwohnerinnen. Neuere Zahlen sind nicht veröffentlicht.
| Jahr | Zahl | Quelle                                                           |
| 2003 | 179  | Endbericht des Kommunalen Entwicklungskonzepts der Stadt Kemnath |
| 1987 | 149  | Gemeindeteiledatei                                               |
| 1970 | 140  | Amtliches Ortsverzeichnis für Bayern                             |
| 1950 | 181  | Amtliches Ortsverzeichnis für Bayern                             |
| 1925 | 131  | Amtliches Ortsverzeichnis für Bayern                             |
| 1871 | 135  | Amtliches Ortsverzeichnis für Bayern                             |

## Sehenswürdigkeiten

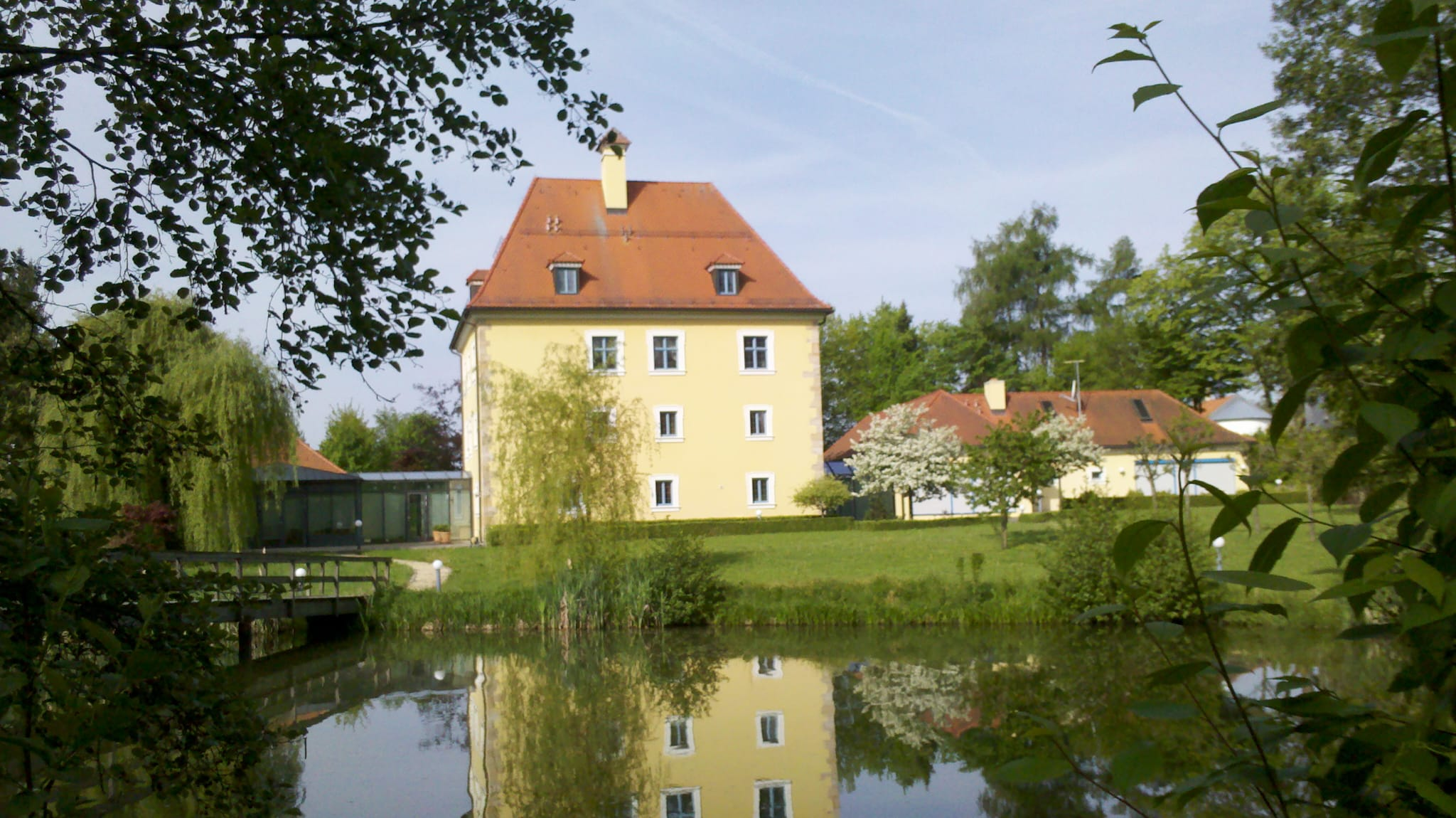
Schloss Schönreuth mit Schlossweiher, 2006

- Schloss Unterschönreuth: Ein dreigeschossiger Barockbau um 1700, der auf den Grundmauern eines mittelalterlichen Ansitzes errichtet wurde. Das Schloss steht unter Denkmalschutz und war früher Sitz des Ortsadels (Herren von Bärnklau u. a.). In den 1980er und 1990er Jahren wurde das Schloss von dem Opernsänger Peter Hofmann (1944–2010) bewohnt, der auch als Rockmusiker bekannt wurde. Heute ist es weiträumig umzäunt und im Besitz des Milliardärs Peter Unger.[18]

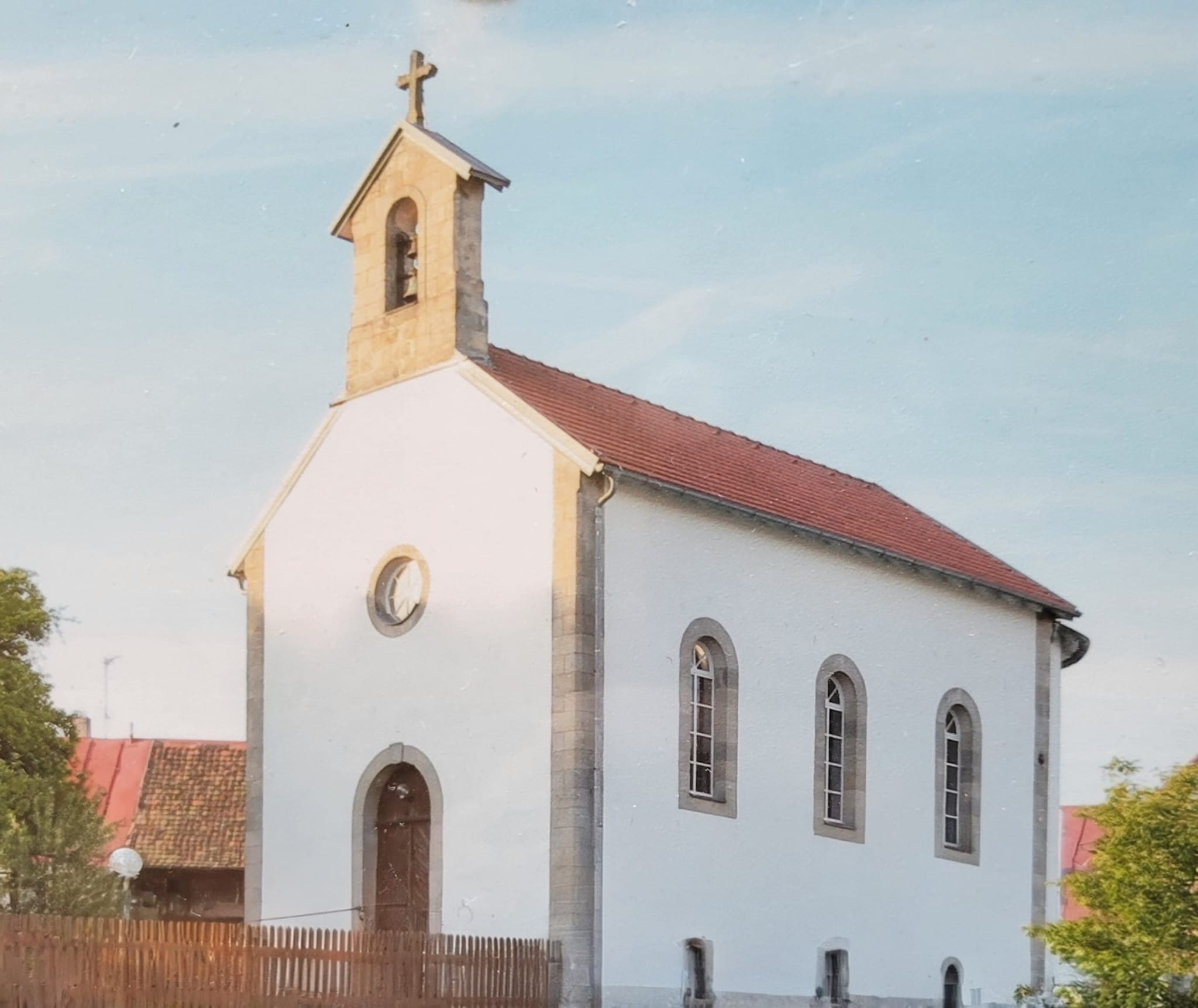
Kirche St. Sebastian Schönreuth, 2025

- Filialkirche St. Sebastian: Ehemals Schlosskapelle, heute katholische Kapelle im romanisierenden Stil. Der verputzte Saalbau mit flacher Empore und Halbrundapsis wurde 1842–44 unter Verwendung älteren Mauerwerks neu errichtet. Der Altar (um 1700) und ein Bild des Heiligen Sebastian konnten beim Brand von 1819 gerettet werden.[19]
- Nepomuk-Bildhäuschen: Kleines steinernes Bildstöckchen für den Brückenheiligen St. Johannes Nepomuk (1768–1860) am Dorfrand an der Bundesstraße 22. Das spätbarocke Häuschen birgt eine Sandsteinfigur des Heiligen in einer Rundbogennische und wurde 1754 von Eva Ludmilla von Schirnding gestiftet. Es ist als Baudenkmal ausgewiesen[20] und war einst Wallfahrtsstation (Sebastianskapelle). 2012 wurde es umfangreich restauriert und bei einem Gottesdienst und zweitägigen Gartenfest wiedergeweiht.[21]
- Wanderwege: Im näheren Umfeld von Schönreuth sind zahlreiche Wanderwege zu finden (z. B. Aussichtspunkt Anzenstein; Burg Waldeck; Armesberg mit Wallfahrtskirche).